# Denmark (Carolina do Sul)
Denmark é uma cidade localizada no estado norte-americano de Carolina do Sul, no Condado de Bamberg.

## Demografia
Segundo o censo norte-americano de 2000, a sua população era de 3328 habitantes.
Em 2006, foi estimada uma população de 3084, um decréscimo de 244 (-7.3%).

## Geografia
De acordo com o United States Census Bureau tem uma área de
7,9 km², dos quais 7,9 km² cobertos por terra e 0,0 km² cobertos por água. Denmark localiza-se a aproximadamente 83 m acima do nível do mar.

## Localidades na vizinhança
O diagrama seguinte representa as localidades num raio de 16 km ao redor de Denmark.